# NGC 7634
NGC 7634 ist eine linsenförmige Galaxie vom Hubble-Typ SB0 im Sternbild Pegasus. Sie ist schätzungsweise 151 Millionen Lichtjahre von der Milchstraße entfernt.
Das Objekt wurde am 26. September 1785 von Wilhelm Herschel entdeckt.